# أحمد جعفر عبد الملك
أحمد جعفر عبد الملك الحمادي (مواليد 1 يناير 1951)، هو محترف إعلامي وكاتب قصصي قطري. ولد في مدينة الدوحة ودرس فيها حتى حصل على الثانوية العامّة. انتسب إلى جامعة بيروت العربية في 1971 وتخرج فيها عام 1976 مجازًا في اللغة العربية. ثم أكمل علومه في جامعة نيويورك حيث حصل على الماجستير في الإعلام التربوي عام 1982. عاد إلى وطنه وعمل في الإعلام مذيعًا فرئيسًا لقسم النصوص والترجمة فمراقب أخبار، فمسؤولًا لقسم النصوص والترجمة، فمراقب أخبار، ثم مسؤولًا عن الأخبار العربية والإنجليزية. هو عضو في اتحاد الإذاعات العربية ومعهد الصحافة البريطاني. له مؤلفات عديدة حول الإعلام والصحافة ونتاجه الأدبي يشمل روايات وقصص قصيرة ونصوص فنية.

## سيرته
ولد أحمد جعفر عبد الملك الحمادي في 1 يناير 1951 / 23 ربيع الأول 1370هـ في مدينة الدوحة ونشأ ودرس فيها حتى حصل على الثانوية العامّة. حصل على ليسانس في الآداب العربية من جامعة بيروت العربية عام 1976، وعلى درجة الماجستير في الإعلام التربوي من جامعة مدينة نيويورك – بافلو – بالولايات المتحدة سنة 1983، ثم حصل على الدكتوراه في الصحافة من جامعة ويلز في بريطانيا عام 1989. 

بدأ العمل الرسمي كمذيع في تلفزيون قطر عام 1972، وشغل منصب رئيس وحدة النصوص والترجمة ثم شغل منصب رئيس قسم الأخبار عام 1976. شغل منصب رئيس تحرير جريدتين قطريتين. عمل مديراً للشؤون الإعلامية بمجلس التعاون الخليجي من عام 1993 إلى عام 1999. عمل مستشاراً في المجلس الوطني للثقافة والفنون والتراث. وعمل أستاذًا مشاركًا لمواد الإعلام بجامعة قطر من عام 1983 إلى عام 2004، وأستاذًا مشاركًا لمواد الإعلام في كلية المجتمع عام 2014.

يعد من أوائل من كتب في الصحافة القطرية في مجلة العروبة عام 1970. أعد عشرات البرامج التلفزيونية والمسلسلات الإذاعية منذ عام 1969، ومثل قطر في اتحاد إذاعات الدول العربية. كتب العديد من المقالات في الصحف القطرية والخليجية مثل جريدة الشرق القطرية، وصحيفة الاتحاد الإماراتية.

هو عضو لجنة جائزة الصحافة العربية من عام 2010 إلى عام 2013. شارك في العديد من الندوات والمؤتمرات الخليجية والعربية، وحضر كل القمم الخليجية منذ عام 1981. حاصل على العديد من شهادات التقدير من دول مجلس التعاون. هو عضو في اتحاد الإذاعات العربية ومعهد الصحافة البريطاني.<ref name=«مولد تلقائيا1»

## جوائز
- جائرة كتارا للرواية العربية عن روايته (ميهود والجنية)

## مؤلفاته
من رواياته:
- أحضان المنافي، 2005
- القنبلة، 2006
- فازع شهيد الإصلاح في الخليج، 2009
- الأقنعة، 2011
- شو، 2016
- الموتى يرفضون القبور، 2016
- غصن أعوج، 2017

من مؤلفاته أدبية:
- رسائل إلى امرأة تحترق، نثر فني، 1982
- مهاجر إلى عينيك، نثر فني، 1992
- شيء من الهمس، نثر فني، 1993
- الغرفة 405، قصص قصيرة، 1997
- أوراق نسائية، قصص قصيرة، الجزئين، 2001-2002
- امرأة الفصول السريعة، نثر فني، 2002
- المعري يعود بصيراً، مسرحية، 2005
- مدينة القبور، نثر فني، 2007
- لطائف الكلام، نصوص، 2010
- وشوشات الروح، قصص قصيرة، 2012
- نوافذ على شرفة الروح، قصص قصيرة، 2014

من كتبه غير أدبية:
- المذيع التلفزيوني: مبادئ ومواصفات، 1983
- الجانب الآخر لنشرة الأخبار التلفزيونية، 1986
- أغسطس الرعب، توثيق غزو الكويت، 1991
- فضائيات، 2000
- قضايا إعلامية، 1999
- دراسات في الإعلام والثقافة والتربية، 2002
- اتجاهات صفحات الإذاعة والتلفزيون في الصحف القطرية، 2003
- إعلاميون من طراز جديد، 2003
- كيف تكون مذيعاً ناجحاً، 2004
- بلا دبلوماسية، مقالات، 2006
- الدرب المأمون لحديث المايكروفون، 2008
- مجلس التعاون في عيون أبنائه، رؤى سياسية، 2015
- الرواية القطرية، قراءة في الاتجاهات، 2016
- «دخان.. مذكرات دبلوماسي سابق» 2022